# Quênia nos Jogos Olímpicos de Verão de 1960
O Quênia participou dos Jogos Olímpicos de Verão de 1960 em Roma, Itália.

## Resultados por Evento

### Atletismo
5.000m masculino
- Nyandika Maiyoro (→ 6º lugar)